# The Champs
The Champs foi uma banda musical estadunidense de rock and roll. Ficou famosa com o single "Tequila" em 1958, e em 1959 a canção venceu o Prêmio Grammy por Melhor Canção Rhythm & Blues.

## Integrantes
- Chuck Rio - saxofone, vocal (nasceu como Danny Flores em 11 de Julho de 1929 em Santa Paula, Califórnia; faleceu em 19 de Setembro de 2006 em Huntington Beach, Califórnia)
- Dave Burgess - guitarra (nasceu em Lancaster, Califórnia)
- Dale Norris - guitarra, teclado (nasceu em Springfield, Massachusetts)
- Bobby Morris - baixo (nasceu em Tulsa, Oklahoma)
- Dean McDaniel - baixo (nasceu em 28 de Junho de 1943 em Arkansas City, Kansas; faleceu em 1 de Novembro de 2006 em Oklahoma City, Oklahoma)
- Gen Alden - bateria (nasceu em Cisco, Texas)
- Paul C Saenz - guitarra (nasceu em Anthony, Novo México; agora vive em Bakersfield, Califórnia.)
- Benjamin Van Norman - baixo (faleceu em Novembro de 1958 em um acidente de carro.)

Membros posteriores da banda incluem Glen Campbell, Jerry Cole e Seals & Crofts, Paul C Saenz. A última formação do The Champs, em 1965, incluiu Johnny Trombore, que co-compunha algumas canções com Jimmy Seals, Maurice Marshall, Dash Crofts, o baixista Curtis Paul e o substituto de Seals no saxofone, Keith MacKendrick.

## Paradas musicais
| Ano  | Título             | Posição nas paradas | Posição nas paradas | Posição nas paradas |
| Ano  | Título             | EUA                 | EUA R&B             | RU                  |
| ---- | ------------------ | ------------------- | ------------------- | ------------------- |
| 1958 | "Tequila"          | 1                   | 1                   | 5                   |
| 1958 | "Chariot Rock"     | 59                  | —                   | —                   |
| 1958 | "El Rancho Rock"   | 30                  | 10                  | —                   |
| 1958 | "Midnighter"       | 94                  | —                   | —                   |
| 1960 | "Too Much Tequila" | 30                  | —                   | 49                  |
| 1962 | "Limbo Dance"      | 97                  | —                   | —                   |
| 1962 | "Limbo Rock"       | 40                  | —                   | —                   |
| 1962 | "Tequila Twist"    | 99                  | —                   | —                   |